# McClellan Park (Kalifornija)
McClellan Park je naseljeno područje za statističke svrhe u američkoj saveznoj državi Kalifornija. Prema popisu stanovništva iz 2010. u njemu je živjelo 743 stanovnika.